# Klewang Sanget
Das Klewang-Sanget ist ein Schwert aus Borneo.

## Beschreibung
Das Klewang-Sanget hat eine gebogene, einschneidige Klinge. Die Klinge wird vom Heft zum Ort breiter und hat weder Mittelgrat noch Hohlschliff. Der Ort ist schräg abgeschnitten. Das Heft hat kein Parier und besteht aus Holz. Der Knauf ist in einer auf Borneo üblichen Form geschnitzt. Die Scheiden sind aus Holz. Das Klewang-Sanget wird von Ethnien auf Borneo benutzt. Es ist eine Version des Klewang.